# 根斯堡 (林肯郡)
根斯堡（Gainsborough）是英國林肯郡西密德蘭的一個鎮，位於特倫特河河畔，距離林肯西北18英里（29）。曾是特倫特河上重要的貿易城鎮。

## 歷史
在盎格魯撒克遜時代，根斯堡曾是麥西亞王國的主要城市之一，接受丹麥人的統治。因為靠近當時附近的維京人堡壘，所以在政治上也有一定的影響力。
868年阿爾弗雷德大王迎娶Ealswitha，與此同時根斯堡獲得其名稱。 1013年7月末，丹麥國王斯溫和他的兒子卡紐特隨軍抵達根斯堡，佔領了此地。他們曾在今根斯堡舊鎮廳（Old Hall）辦公。
中世紀時當地曾有一座萬靈教堂，但在英格蘭內戰中被毀，到1736年連遺址也因修建新的教區教堂而幾乎完全拆除。1748年新教徒完成，混合了哥特復興式和新古典主義風格。現在中世紀教堂唯一存留的事物是其西部90英尺（27）高塔。
根斯堡不屬於聖公會的基督教徒很多，一些朝聖者在1609年前往荷蘭尋求宗教自由時還特地來此地的舊鎮廳朝拜。當地教堂街（Church Street）的約翰·羅賓遜紀念教堂（John Robinson Memorial Church）是1897年由美國駐英大使托馬斯·F·貝亞德奠基建造的，其名稱是爲了紀念英格蘭牧師約翰·羅賓遜。
衛理公會的創始人約翰·衛斯理在1759年至1790年間數次前往根斯堡朝聖。1788年教堂街上開設了第一家衛理公會教堂，此教堂後來在1804年搬到了北街（North Street）。初始尋道會在1819年進入根斯堡，分別於1838年、1877年、1910年開設了三家教堂。當地還有羅馬天主的聖詹姆斯教堂。
二戰期間多次遭德軍轟炸，造成了人員傷亡與財產損失。 曾有提議根斯堡併入謝菲爾德，但該計劃最終沒有施行。

## 外部連結
- 维基共享资源上的相關多媒體資源：根斯堡
- 维基导游上有關Gainsborough的旅行指南
- Town Council
- Official Gainsborough Old Hall Website （页面存档备份，存于） Information on the hall, events and history
- Town history （页面存档备份，存于）
- The church （页面存档备份，存于）
- Gainsborough Standard newspaper （页面存档备份，存于）
- Choral Society （页面存档备份，存于）
- Trinity Arts Centre （页面存档备份，存于）
- Gainsborough Riverside Festival
- Lincs FM - Local Commercial Radio Station （页面存档备份，存于）